# Avatar 4
|  | Fremtidig filmudgivelse Denne artikel omhandler en film i produktion eller uden biografpremiere endnu. Det er derfor muligt, at indholdet er af spekulativ natur, og ligeledes at indholdet kan ændre sig markant, efterhånden som flere oplysninger bliver tilgængelige. |

Avatar 4 er en kommende amerikansk episk science fiction-film, co-skrevet, co-redigeret, co-produceret og instrueret af James Cameron. Det bliver efterfølgeren til den kommende Avatar 3 fra december 2025 og den fjerde del i Avatar-serien.